# Grammorhoe fasciata
Grammorhoe fasciata là một loài bướm đêm trong họ Geometridae.